# 帕帕納西

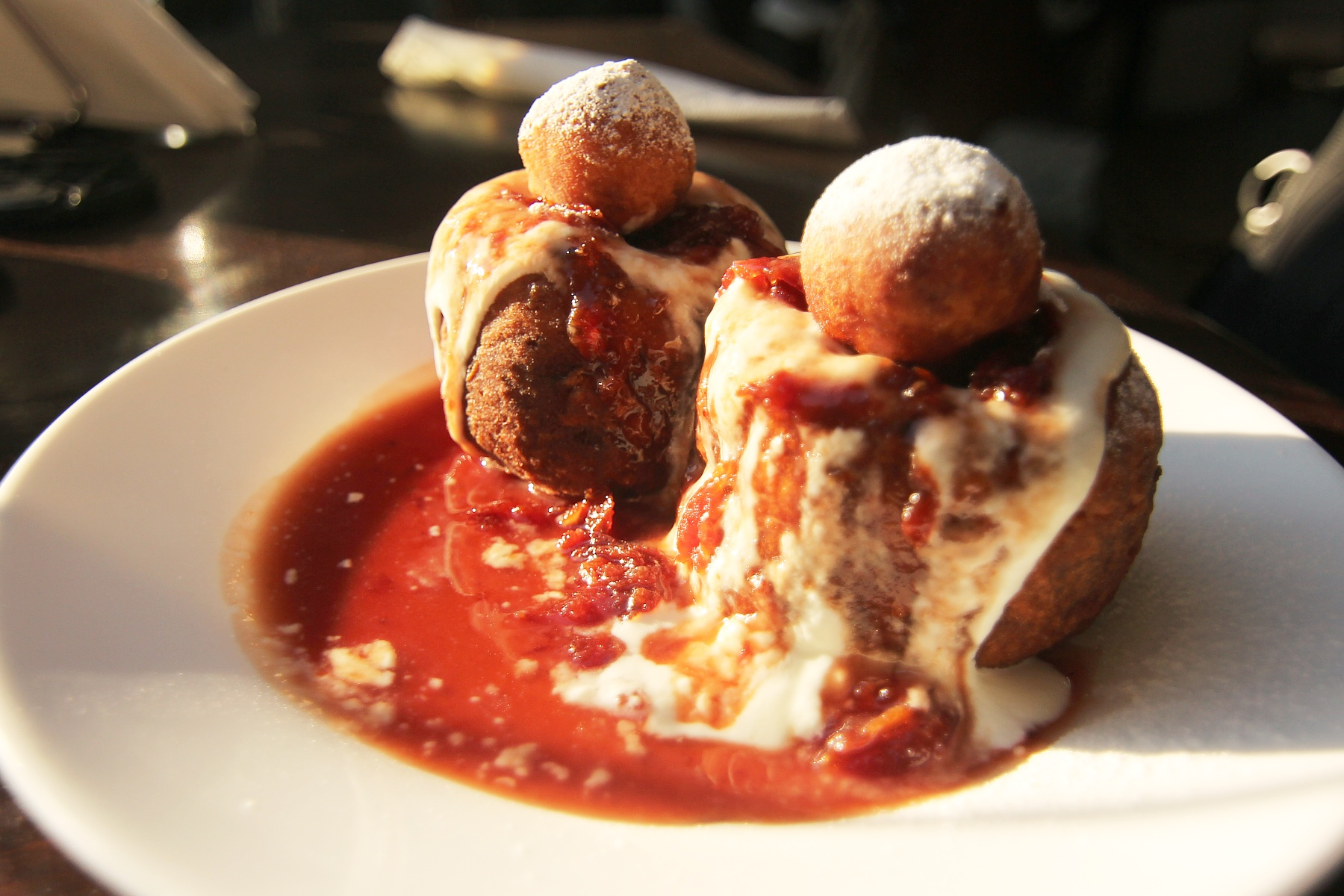
帕帕納西

帕帕納西（羅馬尼亞語：Papanași）是流行於羅馬尼亞的一種油炸甜點。做法是在烏爾達上加上櫻桃和果醬。帕帕納西在羅馬帝國時代就已經出現。